# Степанская, Галина Андреевна
Гали́на Андре́евна Степа́нская (27 января 1949, Ленинград, РСФСР, СССР) — советская спортсменка, олимпийский чемпион, 2-кратная призёр чемпионата мира, 2-кратная чемпионка России в классическом многоборье, 7-кратная на отдельных дистанциях, 9-кратная призёр чемпионатов СССР. Заслуженный мастер спорта СССР (1976). Рекордсменка мира 1976 года на дистанции 3000 м (4:40,59 и 4:31,00) и в многоборье (173.818).

## Биография
Галина Степанская родилась в Ленинграде и выросла в Выборгском районе. В детстве вместе с отцом они катались на коньках. После окончания школы поступила в радиополитехникум. Позже в техникум пришла заявка: выделить человека на инструкторские курсы по конькам, и так, как кроме неё, на коньках никто не стоял, «выделили» её. Она прошла слушание на семинаре и практические занятия у заслуженного тренера СССР Лидии Селиховой, которая предложила ей серьезно заняться коньками. Так в возрасте 17 лет Галина стала тренироваться у неё, переключившись на скоростной бег. Выступала она в соревнованиях по конькобежному спорту за ленинградский ДСО «Труд».
В сезоне-1964/65 Галина хорошо выступила на молодёжных соревнованиях общества «Труда». В 1968‑м в Серове Свердловской области на чемпионате этого общества Степанская впервые официально участвовала во взрослых соревнованиях. В 1970 году Галина впервые приняла участие на чемпионате СССР в многоборье. Вскоре её пригласили в сборную, но вскоре исключили из команды, посчитав бесперспективной. Главный тренер ленинградского «Труда» Юрий Чистяков, однако, не согласился с этим решением, продолжил работать со Степанской. 1973‑й стал годом взлёта спортсменки. В свой день рождения Галина впервые стала рекордсменкой СССР на дистанции 1500 метров, стала бронзовым призёром чемпионата СССР на дистанции 3000 м.
Тогда же дебютировала на чемпионате мира в классическом многоборье, где заняла 7-е место, при этом выиграла забег на 1500 м. Следующие 3 года она участвовала на чемпионатах мира в классическом многоборье и стала 10-й в 1974-м,  11-й в 1975-м и 13-й в 1976-м году. Степанская первенствовала практически на всех предолимпийских стартах на стайерских дистанциях в сезоне 1975/76, установила неофициальный рекорд мира на катке «Медео» на дистанции 3000 метров с результатом 4:40,80 сек, выиграла отборочный турнир и завоевала‑таки путёвку на Олимпийские игры.
Незадолго до олимпиады у неё умер отец. Галина бросила все тренировки, прилетела в Ленинград, чтобы проститься с отцом, и только затем возобновила занятия. И уже в феврале 1976 года на зимних Олимпийских играх в Инсбруке Степанская стала олимпийской чемпионкой на дистанции 1500 метров, установив олимпийский рекорд в 2:16:58 сек. В том же году Степанская установила два мировых рекорда на дистанции в 1500 и 3000 метров. Её мировой рекорд на 3000 м соперницы улучшили только через пять лет. В 1976—1977 годах была абсолютной чемпионкой СССР, а также в 1976-м - серебряным призёром в спринтерском многоборье.
В 1977 году на чемпионате мира в классическом многоборье в Кейстоуне она впервые стала серебряным призёром в абсолютном зачёте. А через год выиграла серебряные медали в многоборье на чемпионате СССР и на чемпионате мира в классическом многоборье в Хельсинки. Она выступала ещё на чемпионате мира 1980 года, но уже без хорошего результата. В марте 1980 года после розыгрыша Кубка СССР Галина завершила карьеру спортсменки.

## Награды
- 1976 — Награждена орденом «Знак Почета»

## Личная жизнь
Галина Степанская в 1980 году окончила ГДОИФК по специальности тренер-преподаватель и переехала в Москву. Была сотрудницей Госкомспорта СССР, работала в колледже Московского государственного института международных отношений. Последние полтора десятилетия Галина Андреевна находится на заслуженном отдыхе. В настоящее время она общественный советник главы управы Южнопортового района города Москвы.